# Jean-Mattéo Bahoya
Jean-Mattéo Bruno Bahoya Négoce (Montfermeil, Isla de Francia, 7 de mayo de 2005) es un futbolista franco-camerunés que juega como extremo izquierdo en el Eintracht Fráncfort de la Bundesliga, máxima categoría del fútbol alemán.

## Trayectoria
Debutó como profesional el 6 de enero de 2023 con Angers, en la tercera ronda de la Copa de Francia, ingresó en los minutos finales para jugar contra Racing de Estrasburgo, empataron sin goles, fueron a penales y ganaron la definición 4-5. En el plano del campeonato local, tuvo su primera oportunidad en la fecha 25 de la Ligue 1, ingresó al minuto 85 para enfrentar a Olympique de Lyon pero perdieron 1-3. Tuvo su primera titularidad el 21 de abril cuando se midieron ante PSG, estuvo 88 minutos en cancha pero fueron vencidos 1-2. En su primera temporada como profesional jugó un total de 11 encuentros y Angers descendió de categoría.
Para la temporada 2023-24 se asentó en el primer equipo, en la fecha 5 de la Ligue 2 convirtió su primer gol oficial, que selló el triunfo 2-0 contra Paris Football Club.
El 25 de enero de 2024 fue fichado por Eintracht Fráncfort, firmó contrato hasta el 30 de junio de 2029.

## Selección nacional
Bahoya ha sido internacional con la selección de Francia en las categorías sub-18, sub-19 y sub-20.
El 2 de junio de 2025 fue confirmado en la lista de jugadores para disputar la Eurocopa Sub-21.

## Estadísticas
Actualizado al último partido disputado el 11 de mayo de 2025.
| Club                                 | Div.          | Temporada     | Liga  | Liga  | Liga   | Copas nacionales | Copas nacionales | Copas nacionales | Copas internacionales | Copas internacionales | Copas internacionales | Total | Total | Total  |
| Club                                 | Div.          | Temporada     | Part. | Goles | Asist. | Part.            | Goles            | Asist.           | Part.                 | Goles                 | Asist.                | Part. | Goles | Asist. |
| ------------------------------------ | ------------- | ------------- | ----- | ----- | ------ | ---------------- | ---------------- | ---------------- | --------------------- | --------------------- | --------------------- | ----- | ----- | ------ |
| Angers S. C. O. Francia              | 1.ª           | 2022-23       | 10    | 0     | 0      | 1                | 0                | 0                | —                     | —                     | —                     | 11    | 0     | 0      |
| Angers S. C. O. Francia              | 2.ª           | 2023-24       | 19    | 5     | 2      | 2                | 0                | 0                | —                     | —                     | —                     | 21    | 5     | 2      |
| Angers S. C. O. Francia              | Total club    | Total club    | 29    | 5     | 2      | 3                | 0                | 0                | 0                     | 0                     | 0                     | 32    | 5     | 2      |
| Eintracht Frankfurt e. V. · Alemania | 1.ª           | 2023-24       | 8     | 0     | 0      | -                | -                | -                | -                     | -                     | -                     | 8     | 0     | 0      |
| Eintracht Frankfurt e. V. · Alemania | 1.ª           | 2024-25       | 24    | 2     | 3      | -                | -                | -                | 9                     | 1                     | 1                     | 33    | 3     | 4      |
| Eintracht Frankfurt e. V. · Alemania | 1.ª           | 2025-26       | 0     | 0     | 0      | -                | -                | -                | -                     | -                     | -                     | 0     | 0     | 0      |
| Eintracht Frankfurt e. V. · Alemania | Total club    | Total club    | 32    | 2     | 3      | 0                | 0                | 0                | 9                     | 1                     | 1                     | 41    | 3     | 4      |
| Total carrera                        | Total carrera | Total carrera | 61    | 7     | 6      | 3                | 0                | 0                | 9                     | 1                     | 1                     | 73    | 8     | 6      |
| 1. 2.                                |               |               |       |       |        |                  |                  |                  |                       |                       |                       |       |       |        |

## Palmarés

### Distinciones individuales
| Distinción                    | Año  |
| ----------------------------- | ---- |
| Nominado al Premio Golden Boy | 2025 |